# Jackson (Misisipi)
Jackson (en inglés City of Jackson) es la capital y la ciudad más poblada del estado de Misisipi, en Estados Unidos. Es una de las sedes del condado de Hinds, junto con Raymond. Según el censo del 2000 la población de Jackson era de 184 256 habs. Según la estimación del 1 de julio de 2006, la población de la ciudad era de 176 614 habs. y su área metropolitana de cinco condados tenía una población de 529 456 habs. Se encuentra ubicada en la ribera del río Pearl.
El actual lema de la ciudad es Jackson, Mississippi: City With Soul (Jackson, Misisipi: Ciudad con Alma).

## Historia
El primer establecimiento fue fundado en 1792 por Louis LeFleur, un comerciante franco-canadiense. A principios del siglo XIX, las autoridades buscaban un lugar para implantar la capital del estado de Misisipi. El lugar del actual Jackson fue escogido en 1821 y bautizado así en honor del séptimo presidente estadounidense Andrew Jackson. Peter Van Dorn trazó los primeros planos.
El ferrocarril llegó a Jackson en 1840 lo que aseguró el desarrollo de la ciudad después de la guerra de Secesión. Fue en el curso de este conflicto cuando la ciudad se convirtió en un importante centro de producción para los estados sudistas. El 14 de mayo de 1863, la batalla de Jackson enfrentó a las tropas del general Ulysses S. Grant a las fuerzas confederadas del general Joseph E. Johnston. La ciudad cayó en manos de los nordistas, lo que abrió el camino hacia el oeste y llevó a una serie de batallas conocidas como la campaña de Vicksburg.
El descubrimiento de yacimientos de gas en la región estimuló el crecimiento económico de la ciudad a partir de los años 1930. La ciudad sirvió de base militar durante la Segunda Guerra Mundial. Jackson registró revueltas durante el movimiento de los derechos civiles en los años 1960.

## Geografía y clima
Jackson está localizado en el río Pearl, y servido por el embalse de Ross Barnett, que forma una sección del río Pearl y está localizado al nordeste de Jackson en la frontera entre los condados de Madison y Rankin. En una pequeña porción de la ciudad se sitúa el Tougaloo College en el Condado de Madison, bordeada por el oeste por la I-220 y en el este por la US 51 y la I-55. Una segunda porción de la ciudad está localizada en el Condado Rankin. En el censo del 2000, 183.723 de los 184.256 residentes de la ciudad (el 99,7%) vivieron en el condado de Hinds y 533 (el 0,3%) en el condado de Madison. Aunque ningún residente de Jackson viviera en la parte del condado de Rankin en el 2000, en el 2006 figuraban 72 habitantes.
Según la Oficina del Censo de los Estados Unidos, la ciudad tiene un área total de 276,7 km² (106,8 mi²). 271,7 km² (104,9 mi²) de ellos son tierra y 5,0 km² (1,9 mi²) son agua, lo que supone un 1,8 por ciento del total.
Jackson posee un clima subtropical húmedo, con veranos muy calientes y húmedos e inviernos suaves. La lluvia se extiende regularmente a lo largo del año, y la nieve puede caer durante el invierno, aunque las nevadas fuertes sean relativamente raras. La mayor parte de las precipitaciones de Jackson ocurre durante tormentas. Los truenos se dejan oír durante aproximadamente 70 días al año. Jackson se encuentra en una región propensa a tormentas severas que pueden producir fuertes granizadas, vientos perjudiciales y tornados.
| Parámetros climáticos promedio de Jackson–Evers International Airport, Misisipi (normales 1991–2020, extremos 1896–presente) | Parámetros climáticos promedio de Jackson–Evers International Airport, Misisipi (normales 1991–2020, extremos 1896–presente) | Parámetros climáticos promedio de Jackson–Evers International Airport, Misisipi (normales 1991–2020, extremos 1896–presente) | Parámetros climáticos promedio de Jackson–Evers International Airport, Misisipi (normales 1991–2020, extremos 1896–presente) | Parámetros climáticos promedio de Jackson–Evers International Airport, Misisipi (normales 1991–2020, extremos 1896–presente) | Parámetros climáticos promedio de Jackson–Evers International Airport, Misisipi (normales 1991–2020, extremos 1896–presente) | Parámetros climáticos promedio de Jackson–Evers International Airport, Misisipi (normales 1991–2020, extremos 1896–presente) | Parámetros climáticos promedio de Jackson–Evers International Airport, Misisipi (normales 1991–2020, extremos 1896–presente) | Parámetros climáticos promedio de Jackson–Evers International Airport, Misisipi (normales 1991–2020, extremos 1896–presente) | Parámetros climáticos promedio de Jackson–Evers International Airport, Misisipi (normales 1991–2020, extremos 1896–presente) | Parámetros climáticos promedio de Jackson–Evers International Airport, Misisipi (normales 1991–2020, extremos 1896–presente) | Parámetros climáticos promedio de Jackson–Evers International Airport, Misisipi (normales 1991–2020, extremos 1896–presente) | Parámetros climáticos promedio de Jackson–Evers International Airport, Misisipi (normales 1991–2020, extremos 1896–presente) | Parámetros climáticos promedio de Jackson–Evers International Airport, Misisipi (normales 1991–2020, extremos 1896–presente) |
| Mes | Ene. | Feb. | Mar. | Abr. | May. | Jun. | Jul. | Ago. | Sep. | Oct. | Nov. | Dic. | Anual |
| --- | --- | --- | --- | --- | --- | --- | --- | --- | --- | --- | --- | --- | --- |
| Temp. máx. abs. (°C) | 29.4 | 31.7 | 35 | 34.4 | 37.8 | 40.6 | 41.7 | 41.7 | 41.7 | 36.7 | 31.7 | 28.9 | 41.7 |
| Temp. máx. media (°C) | 14.1 | 16.7 | 20.8 | 24.7 | 28.8 | 32.2 | 33.4 | 33.4 | 31 | 25.7 | 19.6 | 15.3 | 24.7 |
| Temp. media (°C) | 8.3 | 10.5 | 14.4 | 18.3 | 22.7 | 26.4 | 27.8 | 27.7 | 24.9 | 19 | 13 | 9.5 | 18.6 |
| Temp. mín. media (°C) | 2.6 | 4.3 | 8 | 11.8 | 16.7 | 20.8 | 22.3 | 21.9 | 18.9 | 12.3 | 6.4 | 3.7 | 12.5 |
| Temp. mín. abs. (°C) | -20.6 | -17.2 | -9.4 | -2.8 | 2.2 | 8.3 | 10.6 | 12.2 | 1.7 | -3.3 | -9.4 | -15.6 | -20.6 |
| Precipitación total (mm) | 137.7 | 129.5 | 144.3 | 148.3 | 110.7 | 112.5 | 127.5 | 119.1 | 88.4 | 96.5 | 111.8 | 130.3 | 1456.7 |
| Nevadas (cm) | 0.3 | 0 | 0.3 | 0 | 0 | 0 | 0 | 0 | 0 | 0 | 0 | 1 | 1.5 |
| Días de precipitaciones (≥ 0.2 mm)                                                                                           | 9.8 | 9.6 | 9.9 | 8.6 | 8.9 | 9.8 | 11.3 | 10.6 | 6.6 | 7.1 | 8.5 | 9.8 | 110.5 |
| Días de nevadas (≥ 0.2 cm)                                                                                                   | 0.2 | 0.0 | 0.1 | 0.0 | 0.0 | 0.0 | 0.0 | 0.0 | 0.0 | 0.0 | 0.0 | 0.2 | 0.5 |
| Horas de sol | 154.5 | 165.3 | 223.5 | 251.1 | 276.2 | 298.5 | 283.4 | 273.1 | 232.7 | 235.2 | 174.0 | 152.1 | 2719.6 |
| Humedad relativa (%) | 76.2 | 73.2 | 71.1 | 71.5 | 73.8 | 73.6 | 76.9 | 77.0 | 77.3 | 74.8 | 75.9 | 76.5 | 74.8 |
| Fuente: NOAA (humedad y horas de sol 1961–1990)                                                                              | | | | | | | | | | | | | |

## Demografía
| Ciudad de Jackson Población por año |           |         |                     |
| Año                                 | Población | %±      | Posición en EE. UU. |
| 1850                                | 1.881     | —       | —                   |
| 1860                                | 3.191     | +69,6%  | —                   |
| 1870                                | 4.234     | +32,7%  | —                   |
| 1880                                | 5.204     | +22,9%  | —                   |
| 1890                                | 5.920     | +13,8%  | —                   |
| 1900                                | 7.816     | +32,0%  | —                   |
| 1910                                | 21.262    | +172,0% | —                   |
| 1920                                | 22.817    | +7,3%   | —                   |
| 1930                                | 48.282    | +111,6% | —                   |
| 1940                                | 62.107    | +28,6%  | —                   |
| 1950                                | 98.271    | +58,2%  | —                   |
| 1960                                | 144.422   | +47,0%  | 85.º                |
| 1970                                | 153.968   | +6,6%   | 91.º                |
| 1980                                | 202.895   | +31,8%  | 71.º                |
| 1990                                | 196.637   | -3,1%   | 78.º                |
| 2000                                | 184.286   | -6,3%   | 108.º               |
| 2006 (est.)                         | 176.614   | -4,2%   | 126.º               |

Jackson permaneció como una pequeña ciudad durante la mayor parte del siglo XIX. Antes de la guerra civil estadounidense, la población de Jackson era escasa, en particular en contraste con las ciudades de Misisipi localizadas a lo largo del importante foco comercial del río Misisipi. A pesar de la situación de la ciudad como la capital estatal, el censo de 1850 arrojó solo 1.881 residentes, y hacia 1900 la población de Jackson solo había crecido hasta aproximadamente 8.000. Fue durante este período, aproximadamente entre 1890 y 1930, que la ciudad de Meridian se convirtió en la ciudad más grande de Misisipi, aunque hacia 1944, la población de Jackson se hubiera elevado a aproximadamente 70.000 habitantes. Desde ese momento, Jackson ha sido continuamente la ciudad más grande del estado. El crecimiento en gran escala, sin embargo, no vino hasta los años 1970, después de la turbulencia del Movimiento por los Derechos Civiles. El censo 1980 mostró por primera vez más de 200.000 residentes en la ciudad. Desde entonces, Jackson ha experimentado una disminución constante de su población, mientras sus barrios residenciales han evidenciado un repunte.
Según el censo del 2000, había 184.256 personas, 67.841 viviendas, y 44.488 familias residiendo en la ciudad. La densidad de población era de 678,2 hab/km². Había 75 678 unidades de alojamiento con una densidad media de 278,5 hab/km². La composición racial de la ciudad era de un 70,6 % de negros o afroestadounidenses, del 27,8 % de blancos o caucásicos, 0,1 % de nativos americanos, 0,6% de asiáticos, 0,01% de las Islas del Pacífico, 0,2% de otras razas y 0,7% de dos o más razas. El 0,8 % era hispano o latino.
De las 67.841 viviendas, el 39,4% tenía a niños de menos de 18 años de edad viviendo en ellas, el 35,4% tenía parejas casadas que viven juntas, el 25,3% tenía a un cabeza de familia femenino sin el marido presente, y el 34,4% no tenían familias. El 28,9% de todas las casas estaba ocupado por un solo individuo y el 9,0% tenía a alguien viviendo solo con 65 años de edad o más. El tamaño medio de los hogares era de 2,61 miembros y el tamaño medio de familia era 3,24.
La edad de la población estaba compuesta por el 28,5% con menos de 18 años de edad, el 12,4% de 18 a 24, el 29,1% de 25 a 44, el 19,1% de 45 a 64, y el 10,9% eran de 65 años de edad o más viejos. La edad media era 31 años. Por cada 100 mujeres, había 86,9 varones. Por cada 100 mujeres de 18 o más años, había 81,5 varones.
Los ingresos medios de un hogar en la ciudad eran 30.414 dólares, y los ingresos medios de una familia eran 36.003 dólares. Los varones tenían unos ingresos medios de 29.166 dólares frente a los 23.328 dólares de las mujeres. Los ingresos per cápita de la ciudad eran 17.116 dólares. Aproximadamente el 19,6% de familias y el 23,5% de la población estaban por debajo del umbral de la pobreza, de los cuales el 33,7% era menor de 18 años y el 15,7% tenía 65 años o más.
Jackson está situada en 10.ª posición en la nación en la concentración de parejas afroestadounidenses del mismo sexo.
En 2006, el Centro para Estudios Inmigrantes encontró que Misisipi tenía el mayor porcentaje de tasa de crecimiento inmigrante de todos los estados. El área metropolitana de Jackson es uno de los destinos emergentes del Sur para los inmigrantes, muchos de los cuales son inmigrantes latinos de México.

## Crimen
El 14.º "Ranking de Crimen de la Ciudad: Crimen en los Estados Unidos Metropolitano" (2007) pone a Jackson como la 23.ª ciudad más peligrosa en los Estados Unidos.
Según la Agencia Federal de Investigación, de 2005 a 2008, el crimen violento subió un 238 por ciento en Jackson - desde 1.225 incidentes reportados en 2005 hasta 4.140 en 2008. Además, aunque la población de la ciudad bajó un 3 por ciento de 180.400 en 2005 hasta casi 175.000 en 2008, los delitos contra la propiedad subió más que un 8 por ciento, desde 12.008 incidentes reportados en 2005 a 13.042 en 2008.

## Educación
Las Escuelas Públicas de Jackson gestiona escuelas públicas.

## Cultura
Jackson es una ciudad famosa por su música —incluyendo el góspel, blues y Rhythm & Blues. Jackson es también la sede del mundialmente famoso estudio de grabación Malaco Records.
Jackson es sede de la "Competición Internacional de Ballet de los Estados Unidos". Fundada en 1978 por Thalia Mara, la primera Competición Internacional de ballet tuvo lugar en 1979 
y se unió a las de Varna, Bulgaria (1964); Moscú, Rusia (1969); y Tokio, Japón (1976). El Concurso Internacional de Ballet (IBC) se originó en Varna, Bulgaria en 1964. El concurso finalmente se amplió a giras anuales en Varna, Moscú y Tokio. En 1979 el acontecimiento se trasladó por primera vez a los Estados Unidos en Jackson, donde ahora vuelve cada cuatro años. La rotación está actualmente entre Jackson, Varna (Bulgaria), Helsinki (Finlandia) y Shanghái (China). Estos primeros concursos fueron sancionados por el Comité de Baile Internacional del Instituto de Teatro Internacional de la Unesco. Actualmente, florecen concursos de ballet internacional por todo el mundo, y el IBC de los Estados Unidos en Jackson permanece como uno de los concursos más antiguos y más respetados del mundo. En 1982, el Congreso de los Estados Unidos aprobó una resolución conjunta que designa a Jackson como la sede oficial de la Competición Internacional de Ballet de los Estados Unidos. Jackson sostuvo concursos subsecuentes en 1982, 1986, 1990, 1994, 1998, 2002 y 2006. El siguiente concurso será en 2010. Las competiciones se celebran en el Thalia Mara Hall.
Como capital del estado, en Jackson están ubicadas numerosas organizaciones culturales e instituciones:

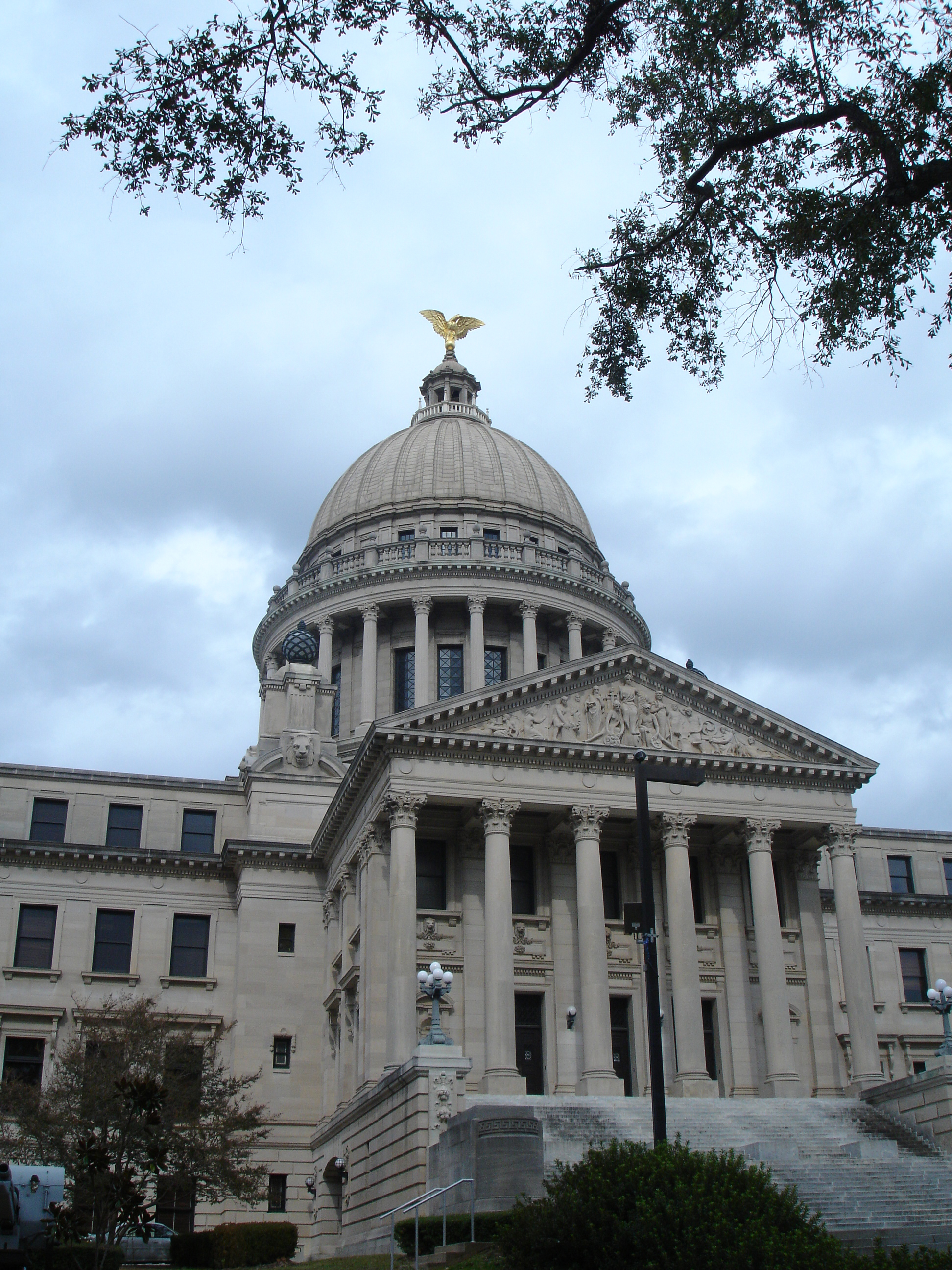
Capitolio de Misisipi, en Jackson.

- Departamento de Archivos e Historia de Misisipi.
- Celtic Heritage Society of Mississippi
- Orquesta Sinfónica de Misisipi (MSO), fundada en 1944
- Galería Municipal de Arte
- Ballet de Misisipi
- Museo de Arte de Misisipi
- Planetario Russell C. Davis
- Ópera de Misisipi
- Coro de Misisipi
- New Stage Theatre
- Asociación Hispánica de Misisipi
- Alianza de los Derechos de los Inmigrantes de Misisipi
- Mississippi Heritage Trust
- Centro de Arte de Misisipi
- Museo y Centro Cultural Smith-Robertson
- Museo de Agricultura y Bosques de Misisipi
- Jardines Mynelle
- Jardín Botánico de la Universidad Estatal de Jackson
- Zoo de Jackson